# Grasleitensee
Der Grasleitensee ist ein See in der Gemeinde Bad Gastein im österreichischen Bundesland Salzburg.

## Geografie
Der Grasleitensee befindet sich in der Katastralgemeinde Böckstein und im Nationalpark Hohe Tauern. Er liegt auf einer Höhe von 2045 m ü. A. an den südöstlichen Hängen des 2377 m ü. A. hohen Grasleitenkopfs in der Ankogelgruppe. Südlich des Gewässers erhebt sich der 2561 m ü. A. hohe Rosskarkopf. Der Grasleitensee erstreckt sich über eine Fläche von 0,1 ha. Er ist 70 m lang und 20 m breit. Er hat einen Umfang von 155 m.
Weitere Gebirgsseen im Einzugsgebiet des Anlaufbachs sind der Obere und der Untere Hörkarsee, der Kreuzkogelsee, der Große Tauernsee und der Woisgensee.

## Ökologie
Der Grasleitensee ist ein oligotropher (nährstoffarmer) See mit sehr großem ökologischem Wert. Er ist von Beständen an Rostblättrigen Alpenrosen (Rhododendron ferrugineum) umgeben. Das Gewässer liegt in einer Gamswild-Ruhezone, die von 1. Dezember bis 31. Mai nicht betreten werden darf.